# 陳怡筠
陳潔瑩（1975年11月25日—，原名陳怡筠），台灣女演員，曾演過黃香蓮歌仔戲及電視古裝劇，有位同樣身為演員的姐姐陳怡真，丈夫為電視劇演員陳霆。
早期為幼兒律動老師及有氧舞蹈教師，亦曾是歌仔戲及台語古裝劇演員、台視五燈獎手語歌五度五關得主、桃園廣播電台主持人。目前是大愛電視台悲智印記主持人之一，擔任手語老師、手語妙音動作示範與演出（現因節目改版而轉入"妙手入經藏"擔任手語妙音示範），並為台灣獨家傳媒藝術總監。

## 代表作

### 綜藝節目
- 台視 五燈獎 手語歌比賽五度五關得主

### 電視劇
- 中視 黃香蓮歌仔戲 臭頭洪武君 飾演湯和
- 中視 濟公活佛
- 中視 封神榜 飾演 百花仙子
- 民視 真命天子
- 華視 台灣靈異事件洗冤 飾演 莊瓊慧

### 廣播
- 桃園廣播電台 主持人

### 舞台劇
- 慈濟 慈悲三昧水懺

### 主持
- 大愛電視 悲智印記 （前期為客串手語老師，後期升為專職主持人與謝佳勳主持，2013年2月起因節目改版而離開）